# Rumbula (przystanek kolejowy)
Rumbula (ros. Румбула) – przystanek kolejowy w miejscowości Rumbula, w gminie Ropaži, na Łotwie. Znajduje się w pobliżu dzielnicy Rygi Rumbula. Położony jest na linii Ryga - Dyneburg.
Przystanek został otwarty w 1921 i początkowo nosił nazwę Dole. Obecną nazwę otrzymał w 1929.